# Kalibuntu (Kraksaan)
Kalibuntu is een bestuurslaag in het regentschap Probolinggo van de provincie Oost-Java, Indonesië. Kalibuntu telt 7222 inwoners (volkstelling 2010).